# Józef Walaszczyk
Józef Władysław Walaszczyk (ur. 13 listopada 1919 w Częstochowie, zm. 20 czerwca 2022 w Warszawie) – polski kaletnik, przedsiębiorca, „Sprawiedliwy wśród Narodów Świata”. Działacz polskiego ruchu oporu, który podczas II wojny światowej uratował 53 Żydów. Był nazywany „polskim” i „drugim Schindlerem”.

## Życiorys

### Młodość i wykształcenie
Był synem felczerki i dziennikarza. Wychowywał się w Warszawie. Jesienią 1927 po śmierci ojca, sytuacja materialna rodziny znacznie się pogorszyła. Pomógł wówczas kuzyn Ludwik Okęcki, właściciel majątku i fabryki w Rylsku w Łódzkiem. Matka przeniosła się tam. Józef mieszkał w internatach, kontynuując naukę. Zdał tzw. małą maturę i przeniósł się do Warszawy, by uczyć się w Liceum Handlowym im. Komisji Edukacji Narodowej przy ul. Senatorskiej. Mieszkał w kawalerce przy ul. Kruczej 34. Prowadził działalność handlową, nawiązywał kontakty, także z Żydami. Okęcki zaś zaczął przyuczać go do zarządzania majątkiem w Rylsku.

### Pomoc Żydom

#### W Rylsku
Jako uczestnik kursu przysposobienia wojskowego dla uczniów, Walaszczyk został zmobilizowany i skierowany do Brześcia. Starał się wraz z kuzynem dotrzeć do Rumunii przez Polesie. 17 września 1939, kiedy byli w okolicy Równego, zdecydowali o powrocie do Rylska, chcąc uniknąć oddalonych o ledwie kilka kilometrów wojsk sowieckich. Dotarli tam pod koniec miesiąca. W grudniu 1939 Walaszczyk, z racji doświadczenia i znajomości niemieckiego, został wyznaczony przez Niemców na kierownika tamtejszej fabryki mąki ziemniaczanej oraz zarządcę majątku. Dawało to Walaszczykowi możliwość pomocy członkom rodziny i znajomym. Zatrudniał łącznie około 200 pracowników, dając nocleg i wyżywienie. Zatrudniał także Żydów. Najpewniej w 1941 Wengrow, jeden z jego żydowskich znajomych, poprosił o przyjęcie 40 osób z getta w Rawie Mazowieckiej. Walaszczyk miał wobec Wengrowa dług wdzięczności jeszcze sprzed 1939. Józef przekonawszy Millera – dyrektora Arbeitsamtu – wysoką łapówką, wynegocjował pozwolenie na zatrudnienie 30 Żydów. Co dwa tygodnie musiał płacić kolejną ratę łapówki. Po kilkunastu miesiącach Miller odmówił dalszego przedłużenia zgody na ich pracę. Walaszczyk polecił pracownikom, by się ukryli w razie pojawienia się Niemców. Sam zaś udał się do Millera. Istotnie w tym czasie do majątku przyjechały niemieckie ciężarówki i wywiozły kilku złapanych Żydów do łódzkiego getta. Pozostali ocaleli.

#### W Warszawie

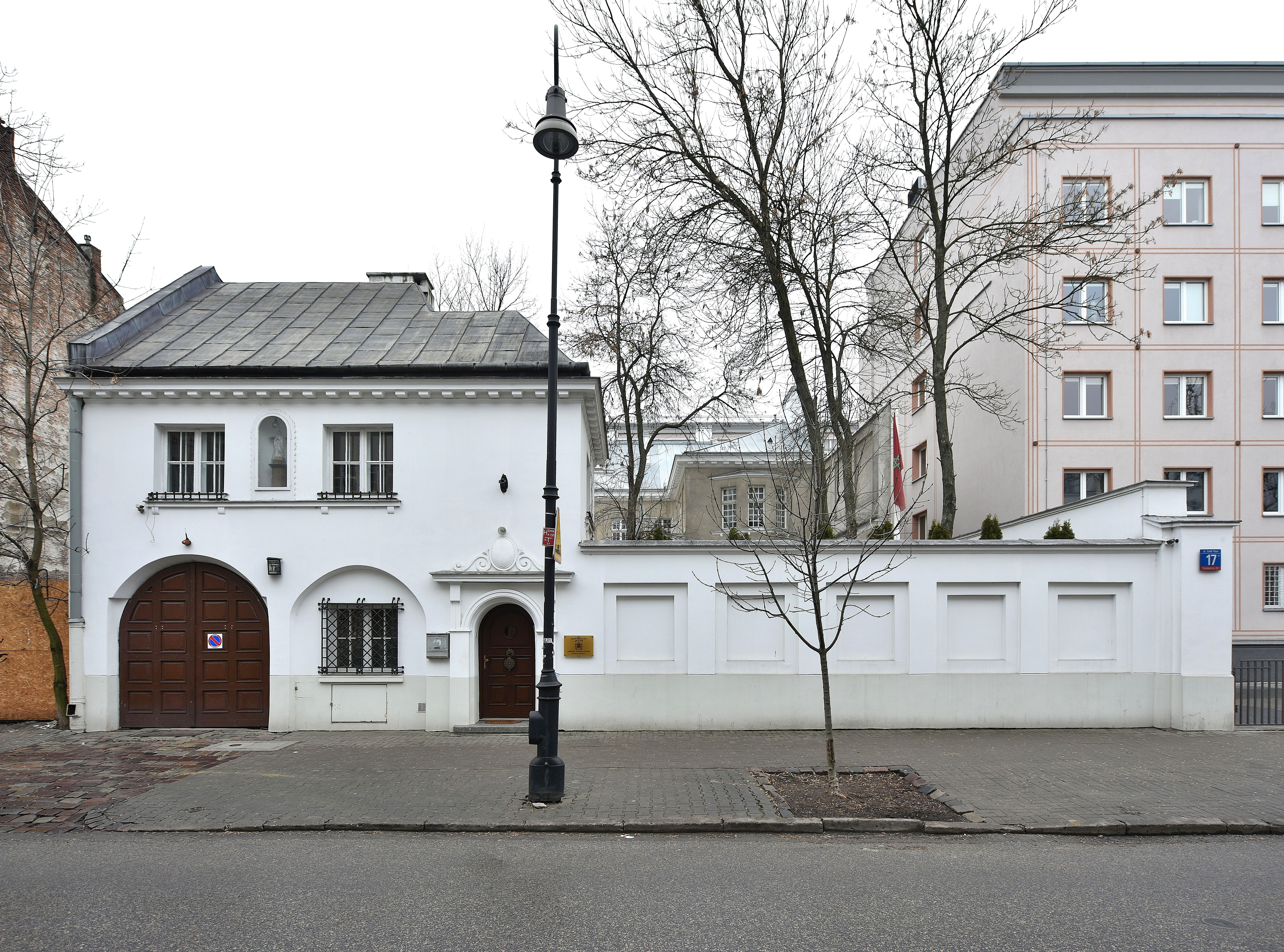
Budynek przy ul. Emilii Plater 17, widok współczesny

W 1940 Józef Walaszczyk poznał Irenę Front (używająca nazwiska Bartczak), w której się zakochał. O tym, że jest Żydówką, powiedziała mu, kiedy do hotelu, w którym się zatrzymali, wpadli na rewizję Niemcy. Józef pomógł Irenie ukryć się za szafą, sam zaś, symulując problemy żołądkowe, zamknął drzwi i udał się do toalety poza pokojem. Niemcy odstąpili od rewizji po zapewnieniach właścicielki pensjonatu, że to stały i znany klient. Po tej sytuacji Irena zamieszkała w jego kawalerce przy Kruczej, a Józef załatwił dla niej sfałszowane dokumenty, wziąwszy z nią wcześniej fikcyjny ślub. Po pewnym czasie została jednak, wraz z grupą 20 żydowskich znajomych, aresztowana. Walaszczyk, dowiedziawszy się o tym, udał się natychmiast do Warszawy. Na posterunku gestapo, w którym Armia Krajowa miała swojego agenta, pojawił się o 12. Dowiedział się tam, że jeśli do 17:00 dostarczy kilogram złota, Niemcy wypuszczą Żydów (odmówili zwolnienia samej Ireny). Walaszczyk zdobył i zapłacił wymagany okup, dzięki czemu uratował w sumie 21 osób. Mimo zapewnień gestapowców, że lokal przy ul. Kruczej będzie bezpieczny, Józef nazajutrz zabrał stamtąd Irenę. Następnie sprzedał lokal i kupił mieszkanie przy ul. Emilii Plater 17. Oprócz Ireny zamieszkały tam jej koleżanka Hanka Staszewska oraz jej piastunka Helena Torbeczko. Choć przebywał głównie w Rylsku, wspierał kobiety. Po jednym ze spacerów Hanka oraz Irena przyprowadziły do mieszkania poznanego młodego mężczyznę. Jak się później okazało, był agentem Kripo. Mężczyzna spotykał się przez pewien czas z Hanką. Nie odkrył jednak jej prawdziwej tożsamości.
Józef Walaszczyk pomagał także swoim znajomym z getta warszawskiego. By się tam dostawać, przekupywał tramwajarza, by ten nieco zwolnił podczas jazdy przez getto, umożliwiając wyskoczenie z wagonu. Podczas jednej z wypraw do getta zaraził się tyfusem. Mieszkał wtedy przez kilka tygodni w mieszkaniu na ul. Emilii Plater.
Walaszczyk współpracował także z polskim podziemiem. Wybuch powstania warszawskiego zastał go w pociągu przed stacją Okęcie. Irenie, Hance i Helenie udało wydostać się z oblężonego miasta i dotrzeć do organizowanego przez Józefa obozu Czerwonego Krzyża dla ludności cywilnej w Podkowie Leśnej, gdzie oczekiwał na nie Józef. Udali się do Rylska. W styczniu 1945 Józef oraz Irena z powrotem dostali się do Warszawy, gdzie doczekali końca wojny.

### Po wojnie

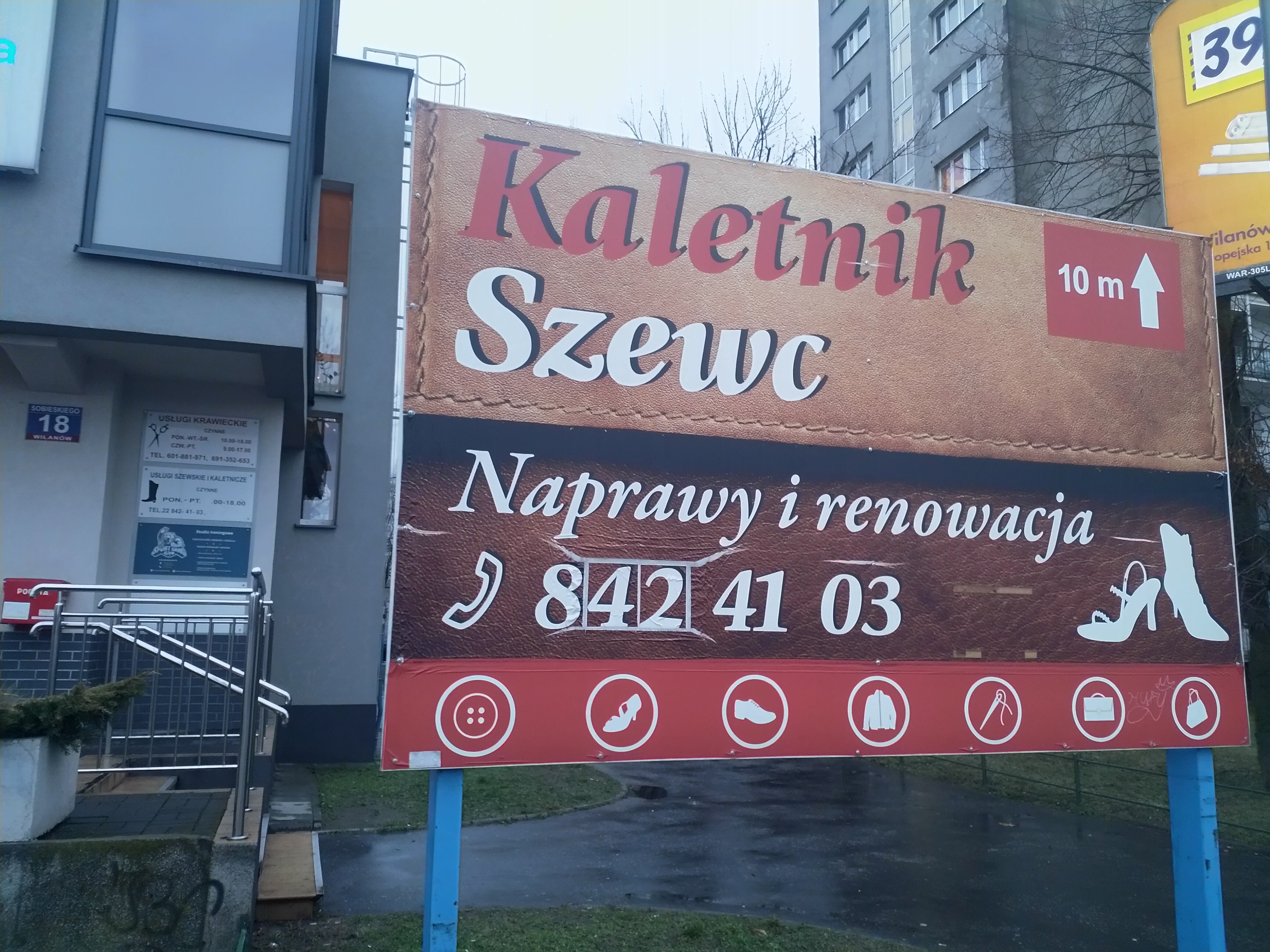
Szyld zakładu kaletniczego na ul. Sobieskiego 18 prowadzonego niegdyś przez J. Walaszczyka (widok w 2020)

Bezpośrednio po wojnie przeprowadzili się do Krakowa, gdzie Józef zakładał nowe interesy, m.in. organizował przejazdy pasażerskie na trasie Kraków – Katowice. Rozstał się z Ireną, pozostali jednak w kontakcie. Między innymi ze względu na zainteresowanie Urzędu Bezpieczeństwa (Walaszczyk przyjaźnił się z francuskim konsulem) zdecydował się powrócić do Warszawy. Wraz z kuzynem Okęckim uruchomili fabrykę materiałów wełnianych i bawełnianych. W 1949 przedsiębiorstwo zostało znacjonalizowane. Następnie wraz z żydowskimi kolegami prowadził szwalnię bielizny na ul. Wiatracznej. Po roku, pod naciskiem urzędu skarbowego, interes został zamknięty. W 1950 otworzył zakład tkacki w Podkowie Leśnej. Po dwóch latach, w związku z wprowadzeniem obowiązku posiadania koncesji, został zlikwidowany. Walaszczyk w międzyczasie uzyskał uprawnienia mistrzowskie z kaletnictwa, dzięki czemu mógł rozpocząć produkcję artykułów skórzanych. Został członkiem Pomocniczej Spółdzielni Wielobranżowej w Grodzisku Mazowieckim, która zajmowała się tworzeniem kuponów sukienkowych i apaszek. Po pewnym czasie został wiceprezesem ds. finansowych. W 1951 opuścił spółdzielnię w proteście przeciwko upaństwowieniu jej. Następnie został prezesem rady nadzorczej upadającej spółdzielni szewskiej w Rembertowie. Wraz ze znajomymi osiągali tam znaczne wyniki. Pracował tam przez dłuższy czas. W późniejszym czasie założył pracownię kaletniczą na ul. Sobieskiego 18, którą prowadził do późnej starości.
Około 1950 ożenił się z poznaną jeszcze w Krakowie Alicją Jastrzębską. W 1951 urodził się ich syn Ryszard. Po rozwodzie z Alicją Józef Walaszczyk w 1970 ożenił się z Barbarą, z którą miał syna Sławomira.
W 2002, na wniosek Ireny, Józef Walaszczyk został odznaczony medalem Sprawiedliwych wśród Narodów Świata. Od 8 sierpnia 2008 był wiceprezesem Zarządu Polskiego Towarzystwa Sprawiedliwych wśród Narodów Świata. Jako przedstawiciel Sprawiedliwych w 2009 brał udział w wizycie w Stanach Zjednoczonych, podczas której spotkał się m.in. z prezydentem Barackiem Obamą. W tym samym roku nakładem Ośrodka Karta ukazały się jego wspomnienia Przywracanie pamięci. W 2019 Walaszczyk obchodził 100. urodziny. List z tej okazji wystosował m.in. prezydent RP Andrzej Duda.
Zmarł 20 czerwca 2022 w wieku 102 lat. 28 czerwca 2022, po mszy świętej w katedrze polowej Wojska Polskiego, został pochowany na cmentarzu Powązkowskim w Warszawie.

## Odznaczenia i upamiętnienia
- Brązowy Krzyż Zasługi[16]
- Medal Sprawiedliwy wśród Narodów Świata (2002)
- Krzyż Komandorski Orderu Odrodzenia Polski (2008)[17][18]
- Medal „Pro Patria” (2017)[19]
- Medal „Pro Bono Poloniae” (2019)[16]
- Medal Stulecia Odzyskanej Niepodległości (2019)[20]
- Specjalna edycja znaczka z wizerunkiem Walaszczyka (2019)[21]